# Cupressus arizonica
Cupressus arizonica är en cypressväxtart som beskrevs av Edward Lee Greene. Cupressus arizonica ingår i släktet cypresser, och familjen cypressväxter. IUCN kategoriserar arten globalt som livskraftig.
Detta träd blir upp till 23 meter högt och diametern i brösthöjd är ofta lite större än en meter. Kronan liknar antingen en kon i formen eller den har ingen geometrisk form. Trädets barr är korta och spetsiga. Nära vattendrag kan stammen ha en diameter av två meter. Hos underarten C. a. glabra är barken rosa till rödbrun.
Det naturliga utbredningsområdet ligger i Arizona och New Mexico samt i angränsande områden av Mexiko. Det ligger 750 till 2000 meter över havet. Cupressus arizonica hittas vanligen i halvtorra skogar tillsammans med andra träd. Arten är vanlig i djupa dalgångar (kanjon).

## Underarter
Arten delas in i följande underarter:
- C. a. arizonica
- C. a. glabra
- C. a. montana
- C. a. nevadensis
- C. a. stephensonii

## Bildgalleri

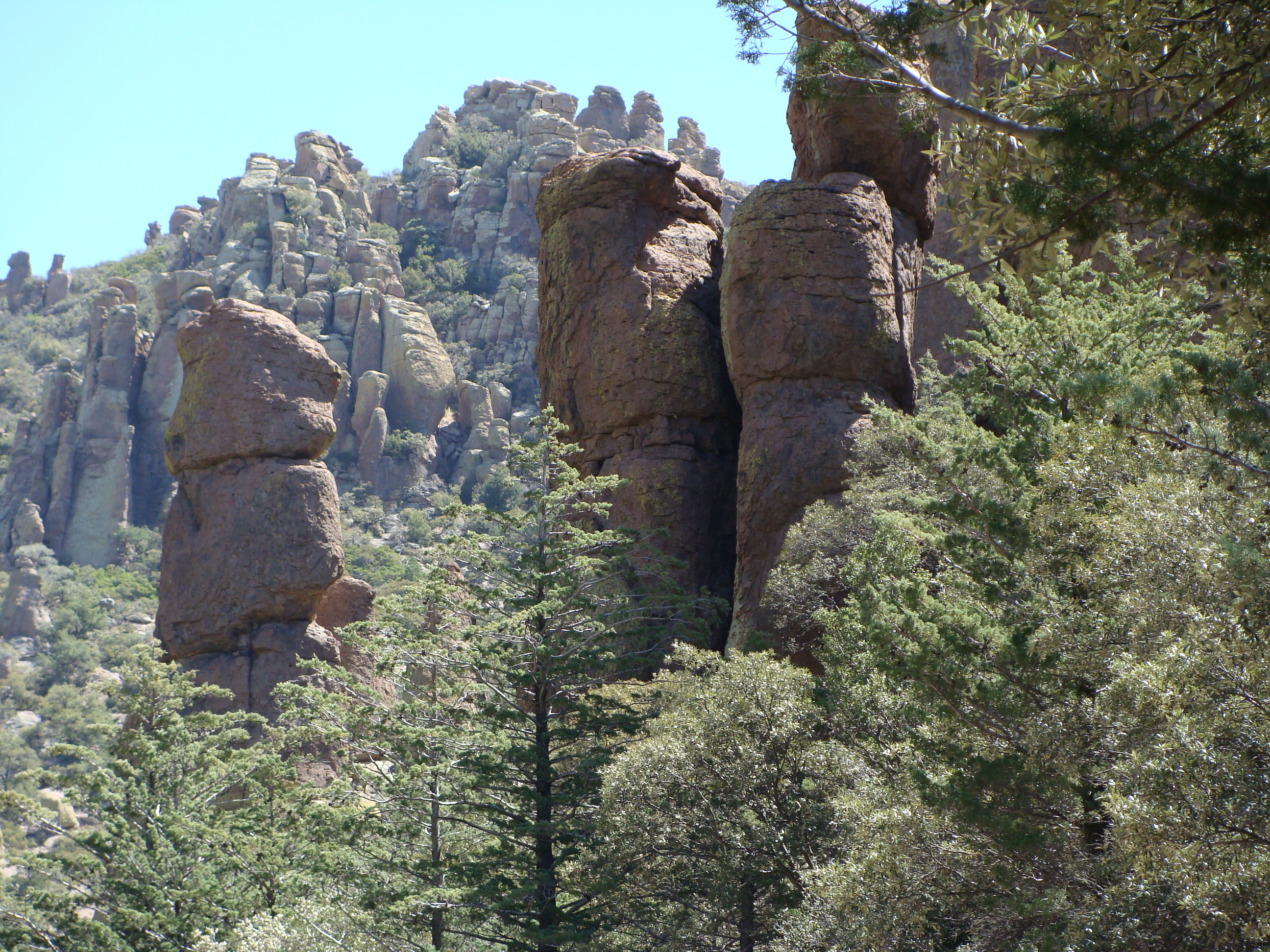
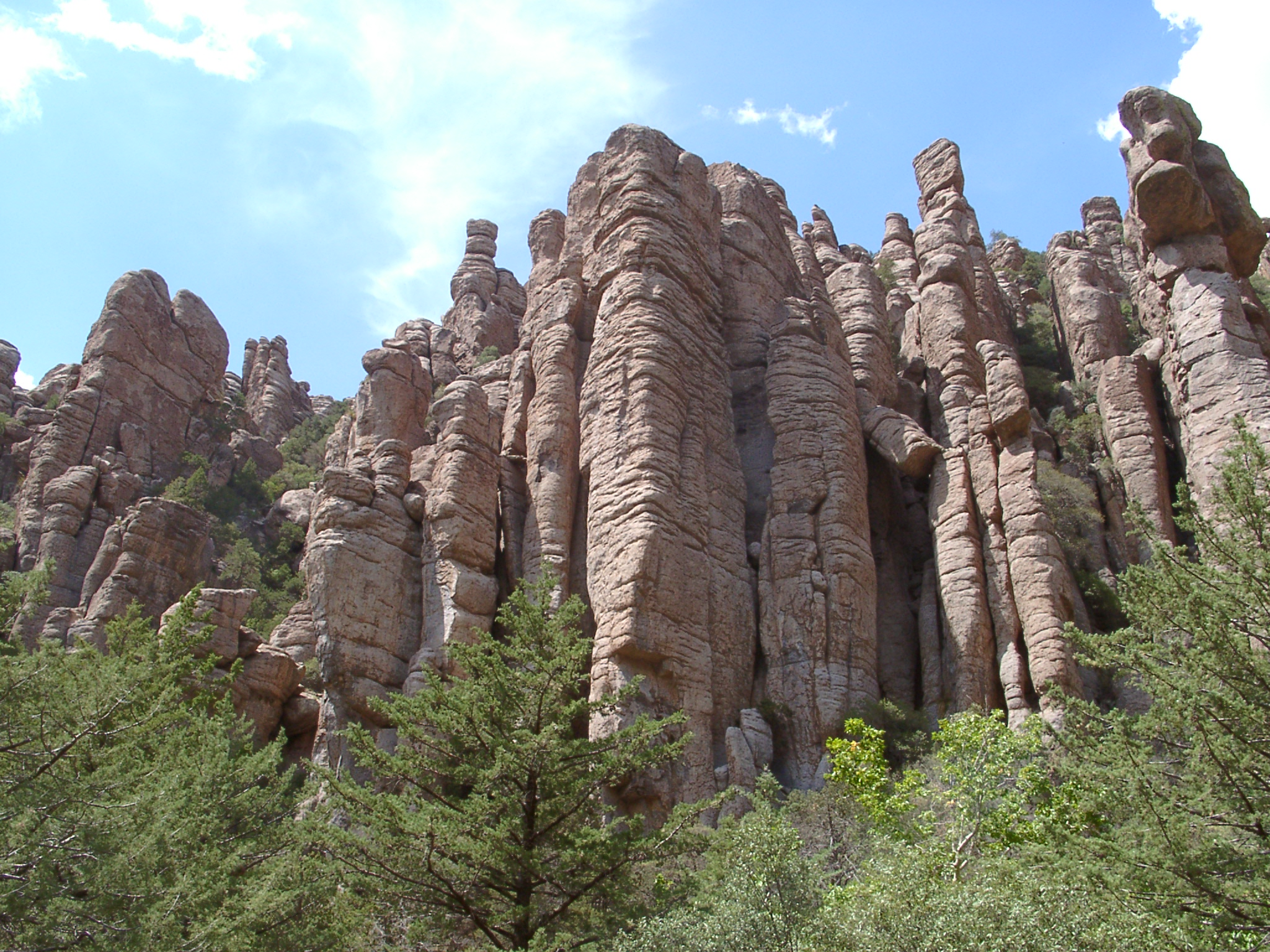
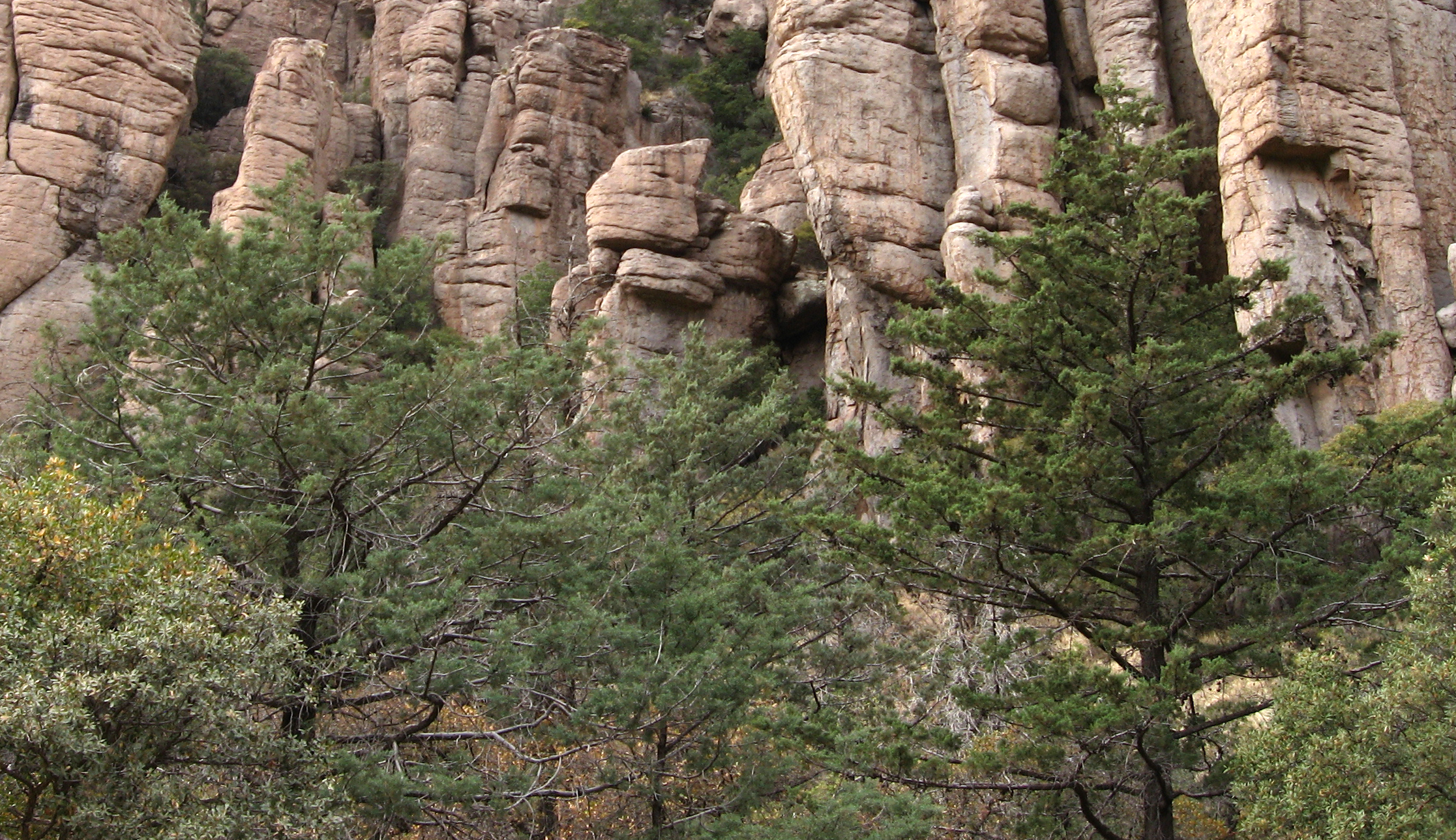
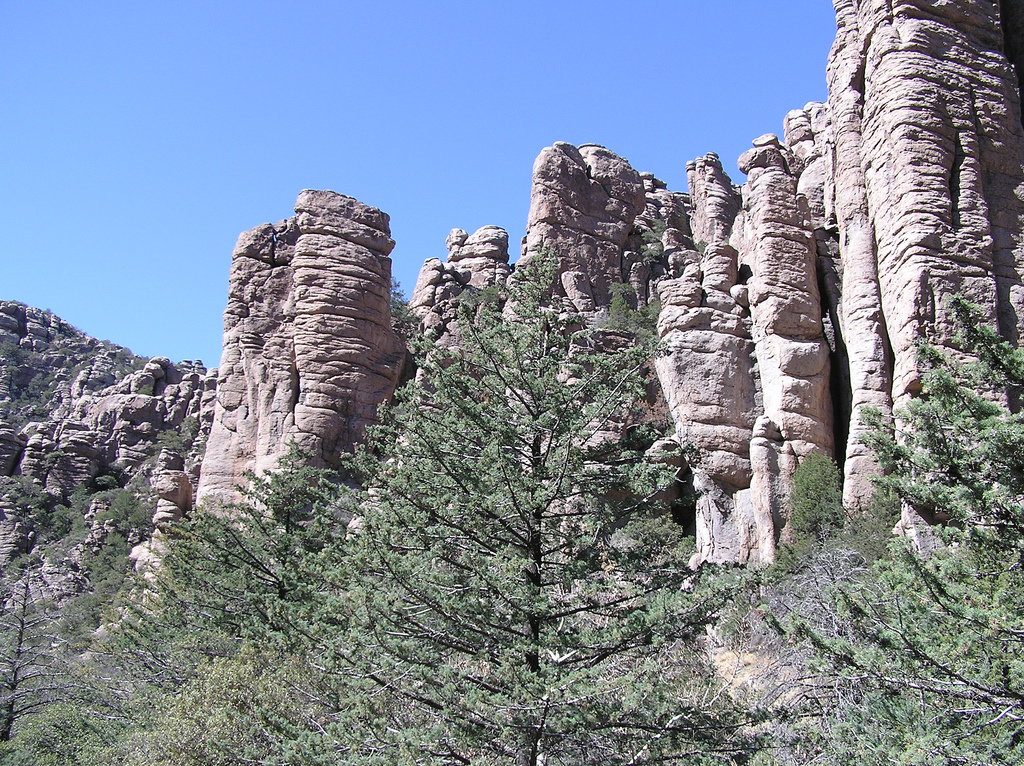
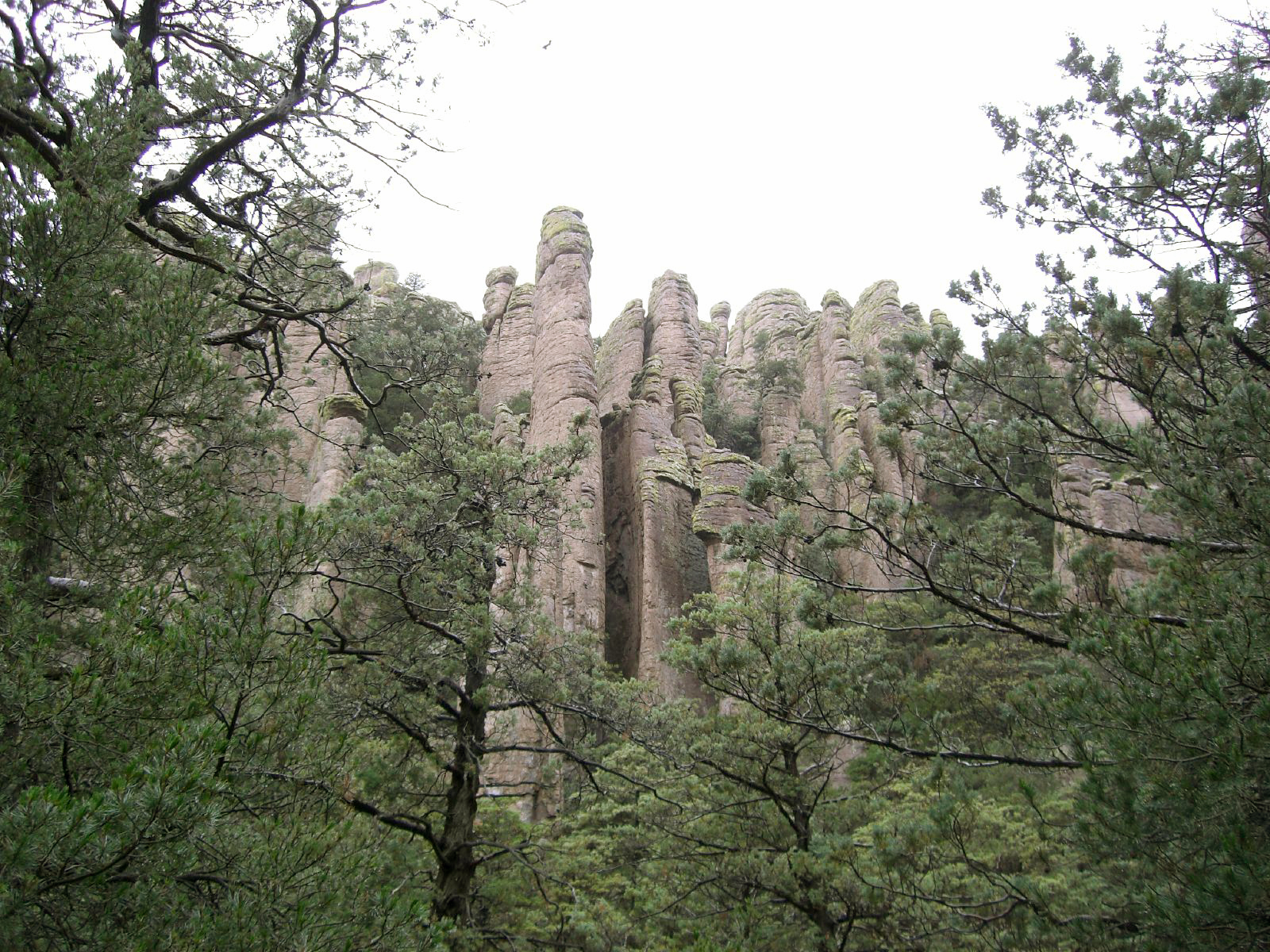
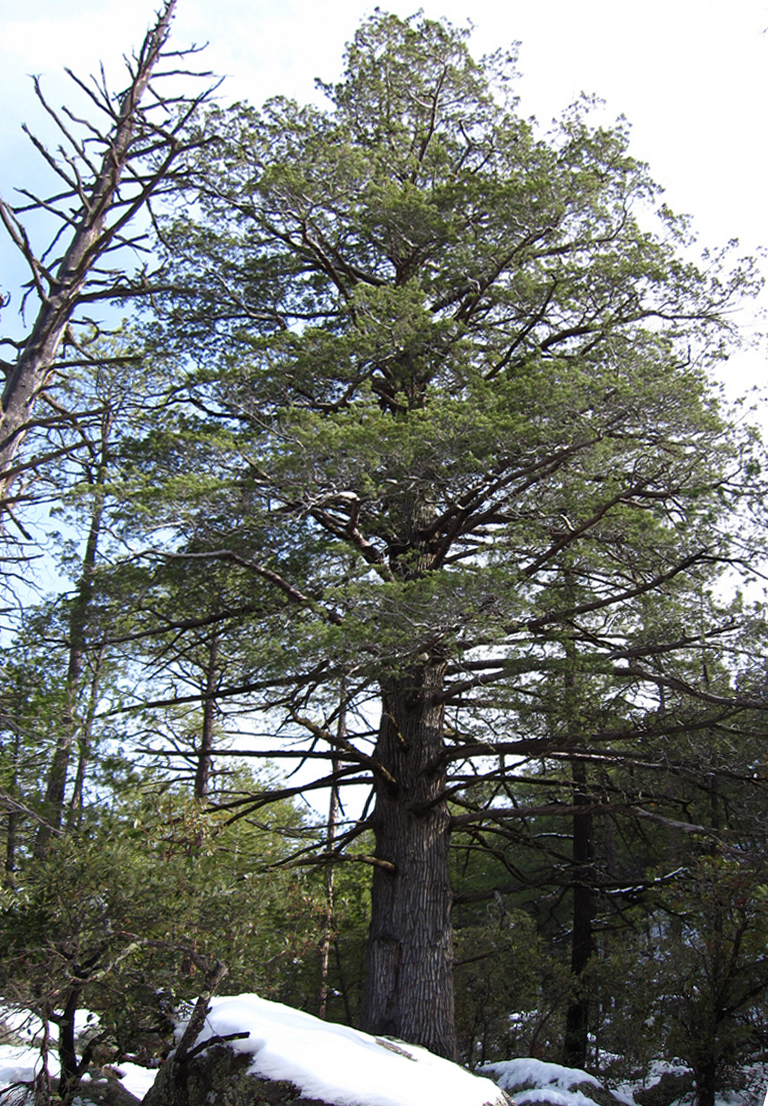